# Nazionale maschile under 18 di calcio della Danimarca
La nazionale di calcio danese U-18 (in danese Danmarks fodboldlandshold U-18) è la rappresentativa calcistica Under-18 della Danimarca ed è posta sotto l'egida della DBU. Nella gerarchia delle Nazionali calcistiche giovanili danesi è posta prima della nazionale Under-19 e dopo la nazionale Under-17.